# Велика (потік)
Велика — потік в Україні, у Долинському районі Івано-Франківської області у Галичині. Правий доплив Болохівки (басейн Дністра).

## Опис
Довжина річки 5,43 км, найкоротша відстань між витоком і гирлом — 4,36 км, коефіцієнт звивистості потоку — 1,25. 

## Розташування
Бере початок на північно-східних схилах безіменної гори (411,2 м) на південно-східній стороні від села Белєїв. Тече переважно на північний схід понад безіменною горою (372,8 м) і впадає у річку Болохівку, ліву притоку Сівки.